# St. Vitus (Schloßvippach)

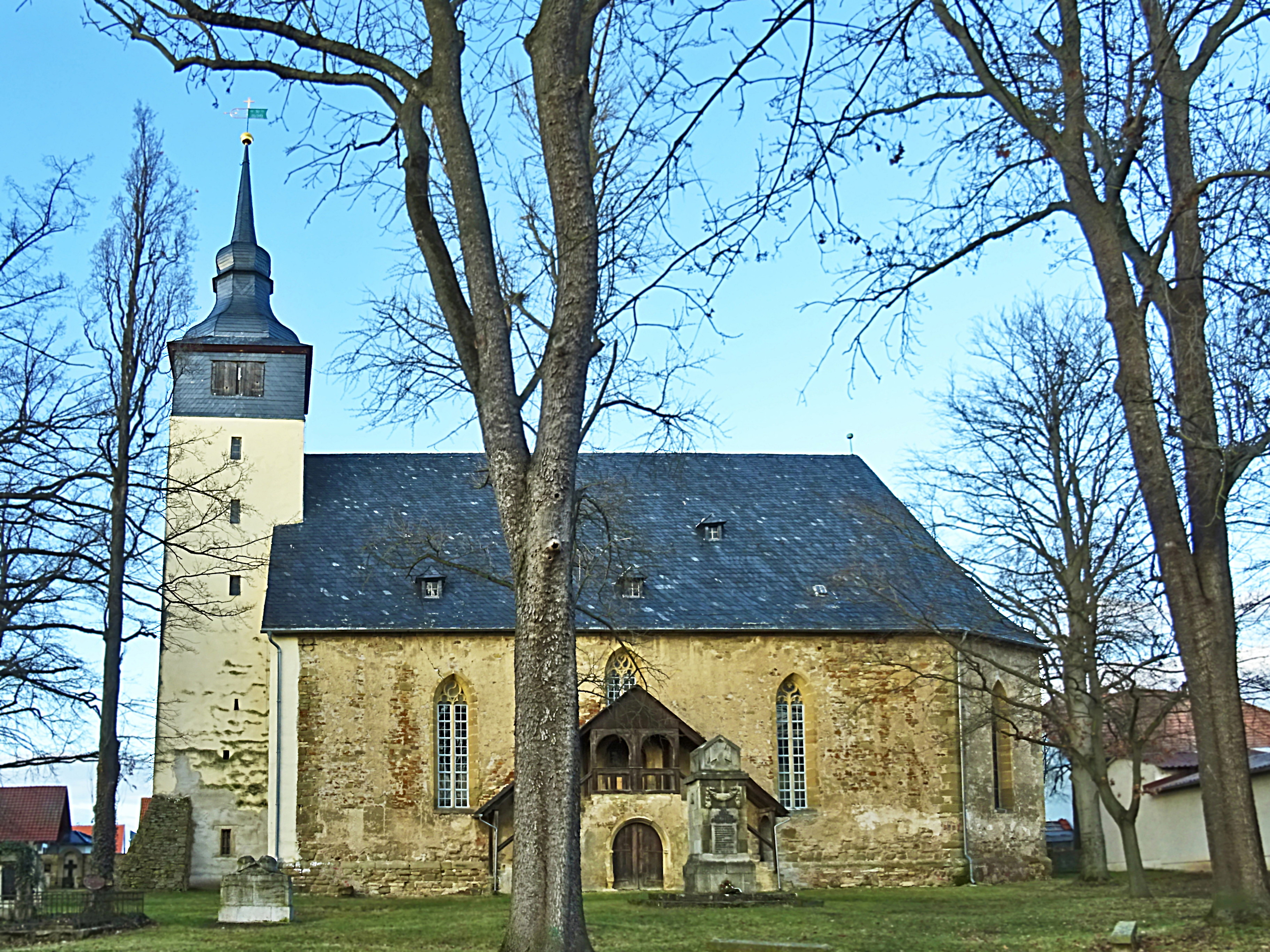
St. Vitus (Schloßvippach)

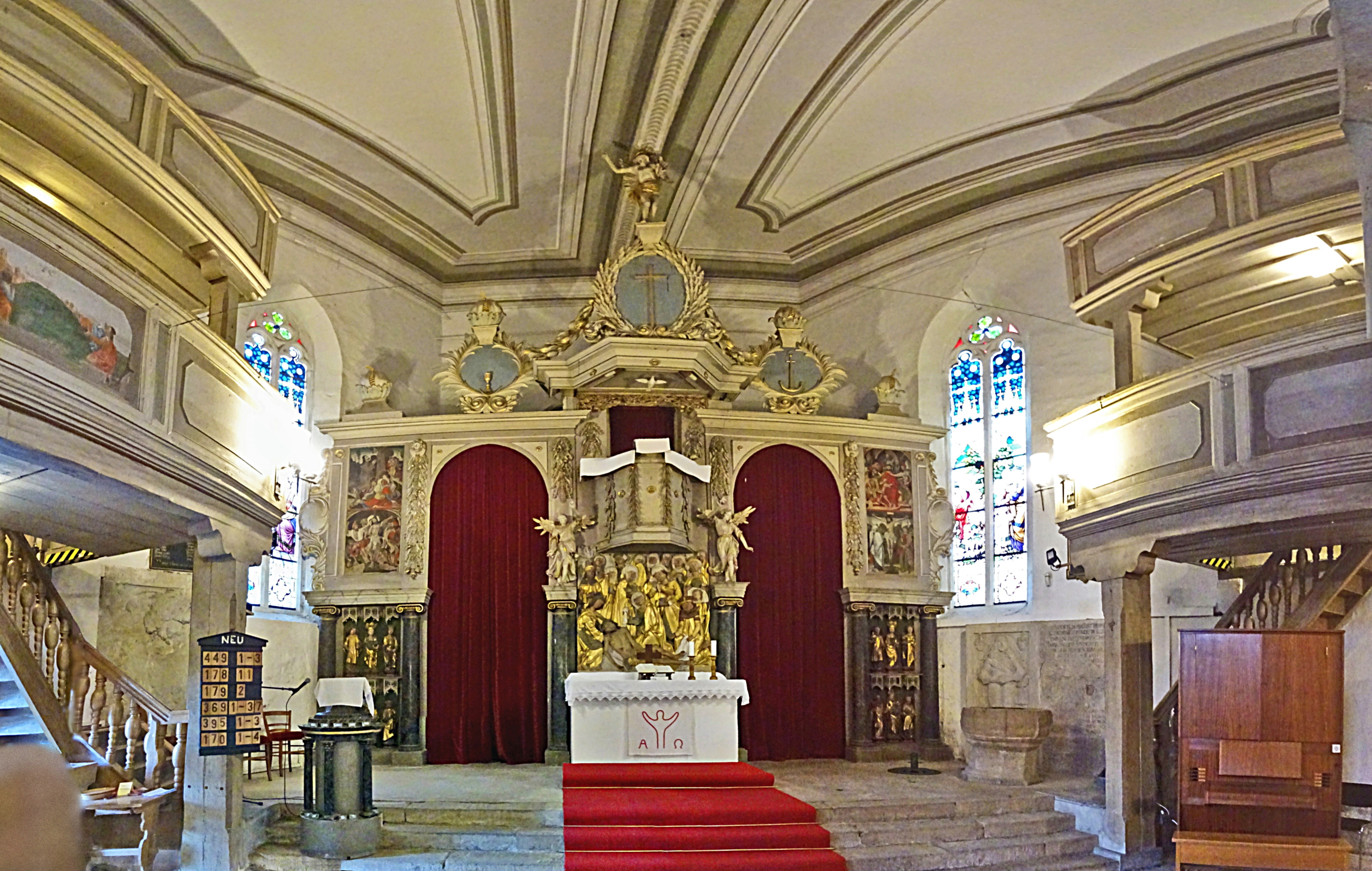
Altarbereich

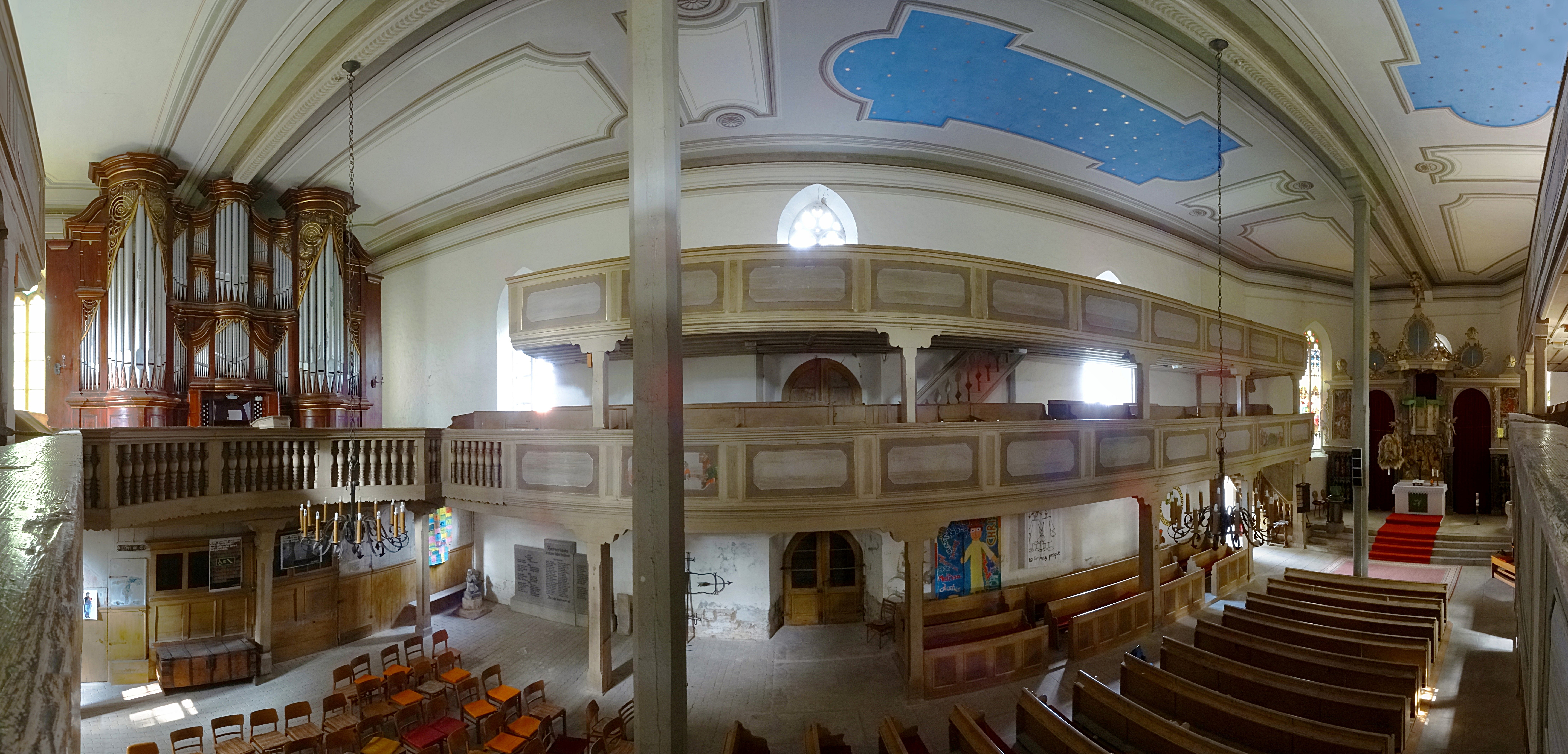
Innenraumpanorama

Die evangelische Kirche St. Vitus ist eine spätgotische Saalkirche in Schloßvippach im Landkreis Sömmerda in Thüringen. Sie gehört zur Pfarrbereich Schloßvippach im Kirchenkreis Apolda-Buttstädt der Evangelischen Kirche in Mitteldeutschland.

## Geschichte und Architektur
Die stattliche spätgotische Kirche liegt im Unterdorf und wurde in Bruchsteinmauerwerk mit dreiseitigem Chorschluss und eingezogenem Westturm um 1500 erbaut. Das Schiff und der Chor werden durch hohe Maßwerkfenster erhellt. Doppelläufige überdachte Emporenaufgänge sind an den Längswänden angebaut. Der Turm ist mit einer barocken Haube versehen, im Obergeschoss ist ein Kreuzigungsrelief vermutlich vom Anfang des 16. Jahrhunderts eingemauert.
Das Innere wird von einer Flachdecke abgeschlossen und ist von umlaufenden zweigeschossigen Emporen des 17. Jahrhunderts umgeben. In der Chorostwand ist eine spitzbogige Sakramentsnische eingelassen.

## Ausstattung
Der Kanzelaltar wurde in den Jahren 1706–1712 durch Valentin Ditmar aus Erfurt geschaffen. Darin ist ein Flügelaltar aus den Jahren 1510/1520 eingebaut, der dem Meister des Meckfelder Altars zugeschrieben wird. Im heutigen Retabel, dem Mittelschrein ist ein künstlerisch wertvolles Relief der Beweinung Christi eingelassen. In den seitlich der Durchgänge eingebauten Flügeln sind jeweils sechs fein geschnitzte Heiligenfiguren zu finden. Auf den heute neben den Durchgängen in der Höhe des Kanzelkorbs angebrachten, gemalten Außenflügeln sind die Szenen Christus in Gethsemane, die Geißelung Christi, die Dornenkrönung und die Kreuzigung zu sehen. Ein Kruzifix stammt aus dem 17. Jahrhundert. Der aus Sandstein gefertigte Opferstock stammt aus dem Jahr 1612. Grabsteine erinnern an Hans Springsfeldt († 1654) und Maria S. Springsfeldt († 1651).

## Orgel
Die Orgel ist ein Werk von Johann Friedrich Hartung aus dem Jahr 1782, das nach mehrfachen Umbauten heute 33 Register auf zwei Manualen und Pedal hat. Die Disposition lautet:
| I Hauptwerk C–d3 |        |      |
| Bordun           | 16′    |      |
| Prinzipal        | 8′     |      |
| Bordun           | 8′     |      |
| Hohlflöte        | 8′     |      |
| Gemshorn         | 8′     |      |
| Gambe            | 8′     |      |
| Octave           | 4′     |      |
| Nachthorn        | 4′     |      |
| Blockflöte       | 4′     | 2001 |
| Quinte           | 3′     |      |
| Octave           | 2′     |      |
| Terz             | 1 3⁄5′ | 2001 |
| Sifflöte         | 1′     | 2001 |
| Mixtur VI        |        |      |
| Trompete         | 8′     |      |

| II Oberwerk C–d3 |    |      |
| Geigenprinzipal  | 8′ |      |
| Lieblich Gedackt | 8′ |      |
| Flauto Traverse  | 8′ |      |
| Schweizerflöte   | 8′ |      |
| Salicional       | 8′ |      |
| Harmonika        | 8′ |      |
| Rohrflöte        | 4′ | 2001 |
| Oktave           | 2′ | 2001 |
| Waldflöte        | 2′ | 2001 |
| Tertian II       |    | 2001 |
| Mixtur III       |    |      |

| Pedal C–d1      |     |      |
| Prinzipal       | 16′ |      |
| Subbaß          | 16′ |      |
| Quintbaß        | 12′ |      |
| Oktavbaß        | 8′  |      |
| Gedacktbaß      | 8′  |      |
| Choralbaß       | 4′  | 2001 |
| Rauschpfeife IV |     | 2001 |

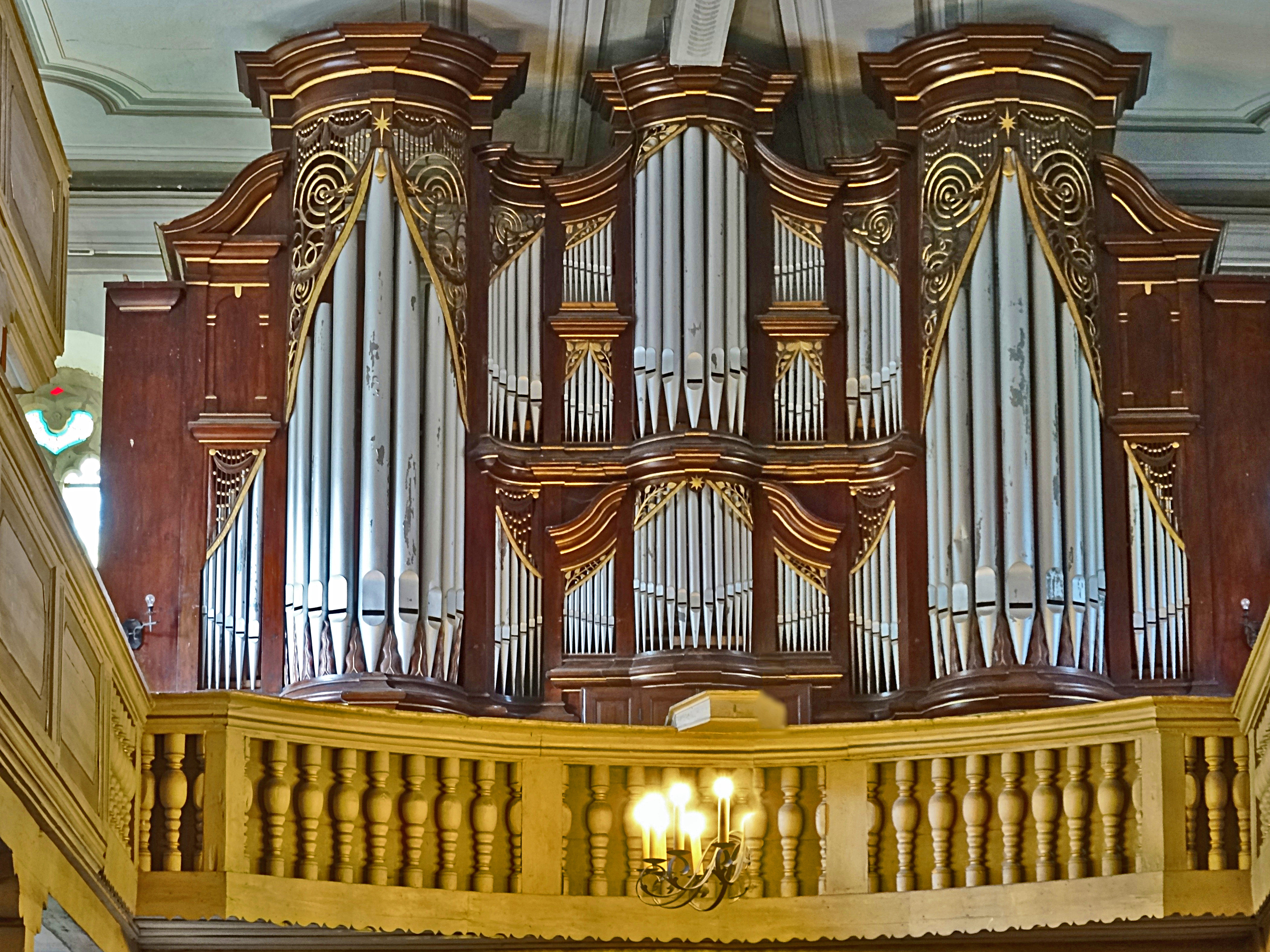
Die Orgel

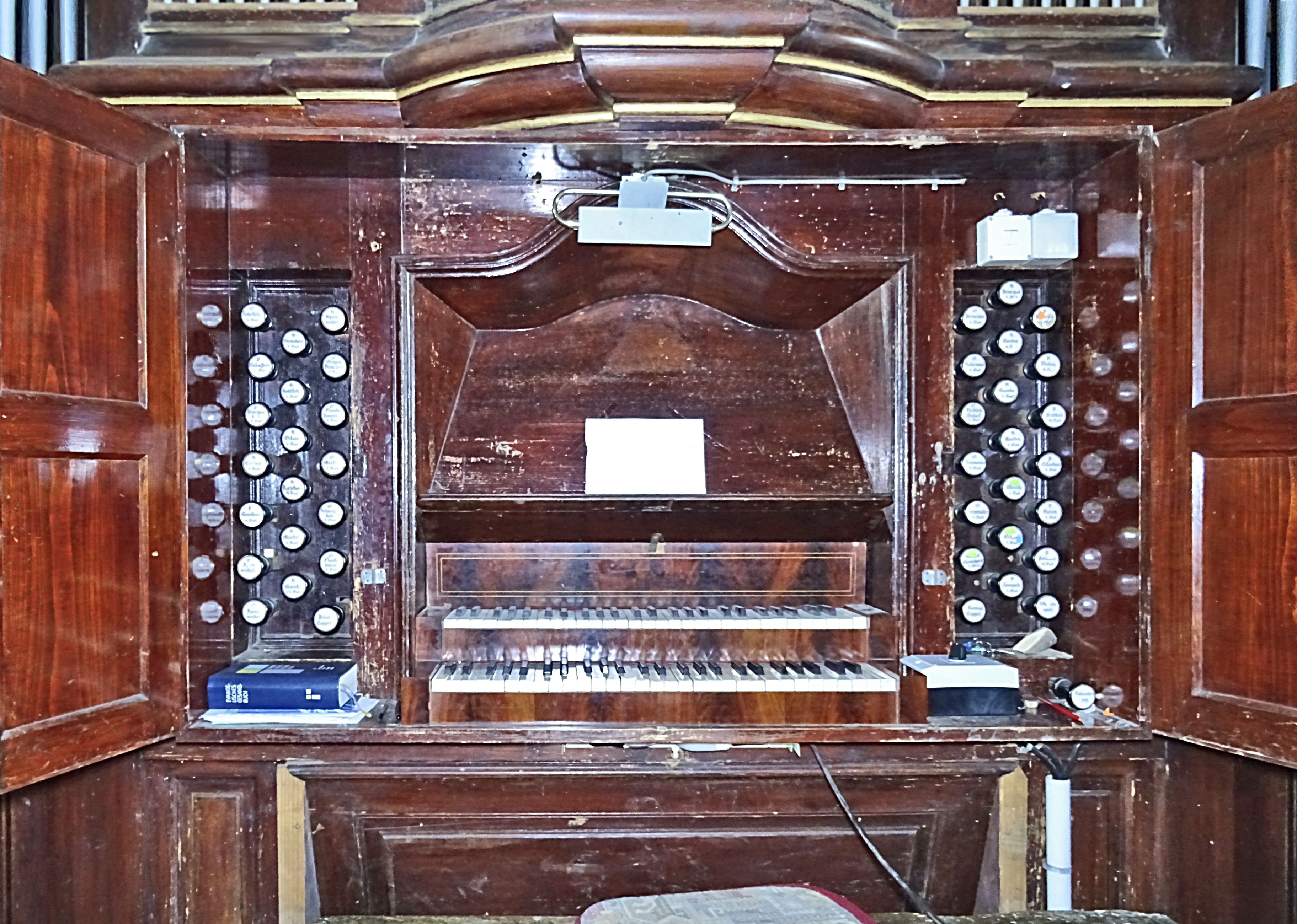
Orgel-Spieltisch

- Koppeln: Manualkoppel, Pedalkoppel
- Nebenregister und Spielhilfen: 3 Sperrventile